# Afrocriotettix brevis
Afrocriotettix brevis is een rechtvleugelig insect uit de familie doornsprinkhanen (Tetrigidae). De wetenschappelijke naam van deze soort is voor het eerst geldig gepubliceerd in 1945 door Lucien Chopard.